# Греко-католицьке кладовище святого Івана Хрестителя
Греко-католицьке кладовище св. Івана Хрестителя — це кладовище католиків східного обряду в місті Бетел-Парк, штат Пенсільванія, США. Бетел-Парк є передмістям Піттсбурга та розташовується приблизно в 5 милях (8 км) на південь від центру цього міста. Кладовище розташоване на схилі пагорба в південно-західній частині перехрестя Коннор роуд та Пенсільванської державної автотраси 88.
Кладовище св. Івана Хрестителя служить етнічним парафіяльним цвинтарем, в першу чергу — для членів громади Івана Хрестителя русинської греко-католицької церкви південної частини Піттсбурга, а також для інших вірян греко-католицької митрополії Піттсбурга українського, зокрема, русинського походження.
Кладовище було створено в 1923 році, коли церква придбала господарство площею в 20 акрів (8,1 га) в сільській частині округу Аллегені. З того часу передмістя розросталося в напрямку цвинтаря. Частина території кладовища була забрана владою Пенсільванії для розширення Коннор роуд, частина — портовою адміністрацією округу Аллегені для тролейбусної станції.

## Відомі поховання

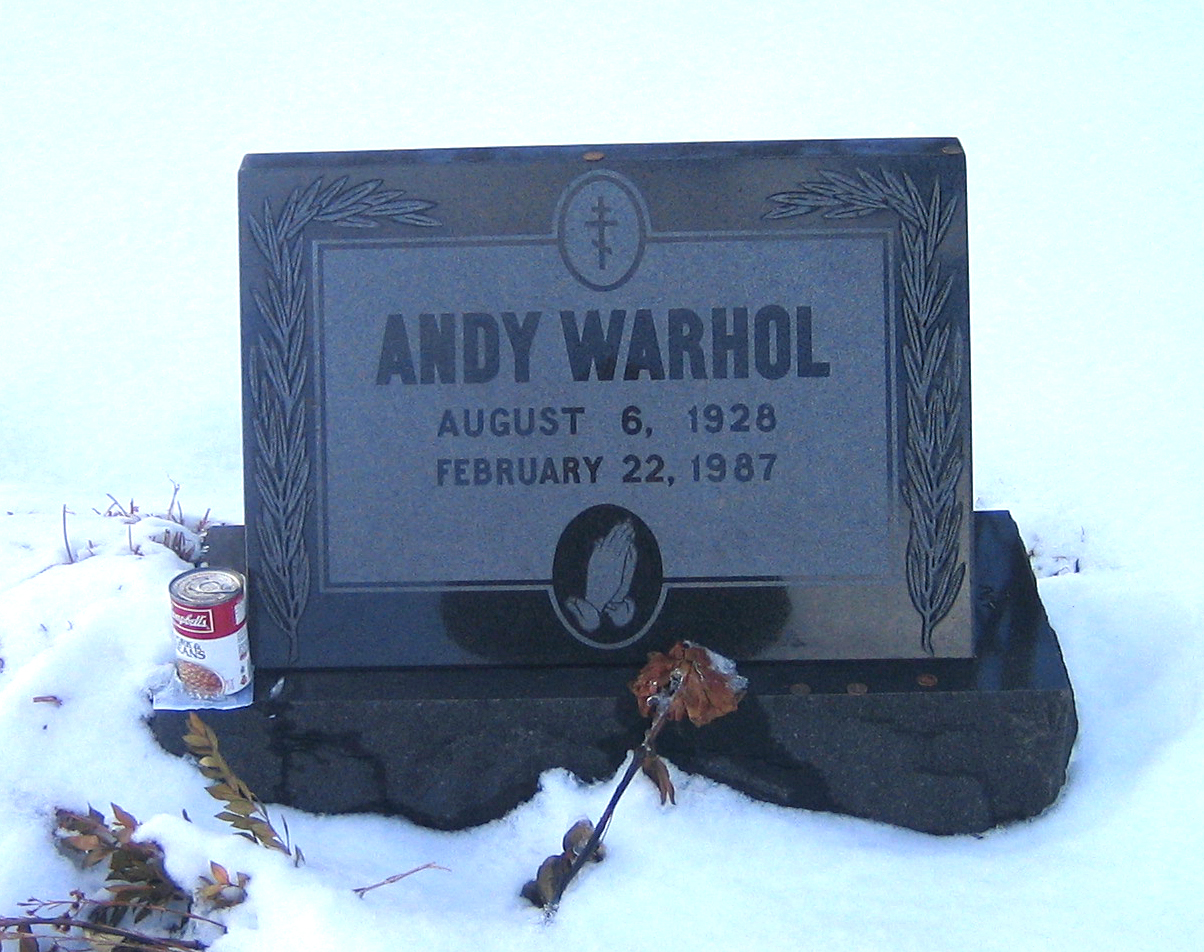
Місце поховання та надгробна плита Енді Воргола

Кладовище найбільш відоме як місце поховання американського митця українського походження Енді Воргола та його батьків — Андрія та Юлії Ворголів. Шанувальники Воргола здійснюють паломництво на це кладовище та на знак вшанування митця залишають на його надгробку такі речі, як банки з супом (на честь одного з найвідоміших творів Ворхола) та монети.